# Йоуганн Гафстейн
Йоуганн Гафстейн (ісл. Jóhann Hafstein; 19 вересня 1915 — 15 травня 1980) — ісландський політик, обійняв посаду прем'єр-міністра країни після трагічної загибелі Б'ярні Бенедіктссона.

## Кар'єра
Політичну кар'єру розпочав ще коли був студентом юридичного факультету Університету Ісландії: у 1936—1937 роках був головою студентської ради, а у 1943—1949 роках очолював Національну молодіжну організацію Партії незалежності.
Від 1943 до 1955 року був членом міської ради Рейк'явіка. Депутат альтингу від 1946 до 1978 року. 1961 здобув портфелі міністра юстиції, релігії та промисловості (вдруге у 1963—1970 роках), а також міністра охорони здоров'я. Від 1970 до 1971 року очолював уряд Ісландії.